# Новомихайловский сельсовет (Амурская область)
Новомиха́йловский сельсове́т — сельское поселение в Октябрьском районе Амурской области.
Административный центр — село Новомихайловка.

## История
17 марта 2005 года в соответствии с Законом Амурской области № 457-ОЗ муниципальное образование наделено статусом сельского поселения.

## Население
| 2002 | 2010 | 2011 | 2012 | 2013 | 2014 | 2015 |
| ---- | ---- | ---- | ---- | ---- | ---- | ---- |
| 741  | ↘605 | ↘601 | ↘593 | ↗605 | ↘597 | ↘589 |
| 2016 | 2017 | 2018 | 2021 |      |      |      |
| ↘585 | ↘570 | ↘561 | ↗658 |      |      |      |

## Состав сельского поселения
| № | Населённый пункт | Тип населённого пункта       | Население |
| - | ---------------- | ---------------------------- | --------- |
| 1 | Новомихайловка   | село, административный центр | ↗416      |
| 2 | Сергее-Фёдоровка | село                         | ↘119      |
| 3 | Троебратка       | железнодорожная станция      | ↘24       |
| 4 | Харьковка        | село                         | →2        |